# Live EP
De Live EP is een livealbum van Anekdoten. Anekdoten timmerde sinds 1991 aan de weg en dit was de eerste (gedeeltelijke) concertregistratie die van de band werd uitgebracht. De extended play bevat vier tracks van de albums Vemod en Nucleus. De EP werd in eerste instantie alleen in Japan uitgebracht. Opnamen vonden plaats op 3 mei 1996 in zaal Cozmoz te Borlänge, thuisbasis van de band.  

## Musici
- Nicklas Berg – gitaar, toetsinstrumenten, mellotron, stem
- Anna Sofi Dahlberg – cello, mellotron, stem
- Jan Erik Liljeström – basgitaar, stem
- Per Nordins – slagwerk en percussie.

## Muziek
| Nr. | Titel         | Duur |
| --- | ------------- | ---- |
| 1.  | Nucleus       | 5:11 |
| 2.  | The flow      | 6:04 |
| 3.  | A way of live | 8:11 |
| 4.  | Karelia       | 6:04 |